# Karl Angerer
Pour les articles homonymes, voir Angerer.
Karl Angerer, né le 7 juillet 1979 à Berchtesgaden, est un bobeur allemand en tant que pilote. Au cours de sa carrière, il a été champion du monde de l'épreuve par équipe en 2007, en coupe du monde son meilleur classement général est 3e en bob à 2 en 2010. Il a participé aux Jeux olympiques d'hiver de 2010.

## Palmarès
| Événement/Année | Événement/Année | 2006 | 2007 | 2008 | 2009 | 2010 | 2011 |
| Jeux olympiques | bob à 4         | -    | -    | -    | -    | 7e   | -    |
| Jeux olympiques | Bob à 2         | -    | -    | -    | -    | 9e   | -    |
| Champ. monde    | bob à 4         | -    | 12e  | -    | Ab.  | -    | 2e   |
| Champ. monde    | bob à 2         | -    | -    | -    | 9e   | -    |      |
| Champ. monde    | bob mixte       | -    | 1er  | -    | 7e   | -    | 2e   |
| Coupe du monde  | bob à 4         | 22e  | 12e  | 28e  | 8e   | 7e   |      |
| Coupe du monde  | Bob à 2         | 23e  | 11e  | 21e  | 15e  | 3e   |      |

### Coupe du monde
- 14 podiums  : 
  - en bob à 2 : 1 victoire, 3 deuxièmes places et 3 troisièmes places.
  - en bob à 4 : 2 victoires, 3 deuxièmes places et 3 troisièmes places.
- 1 podium en équipe mixte : 1 victoire.

#### Détails des victoires en Coupe du monde
| Édition   | Bob à 2 | Bob à 4             |
| 2008-2009 |         | Altenberg Königssee |
| 2010-2011 | Calgary |                     |